# Oikos (tankesmedja)
Oikos (från forngrekiskans οἶκος ’hem; hushåll’) är en konservativ tankesmedja som bildades 2020 av Mattias Karlsson, tidigare gruppledare i riksdagen för Sverigedemokraterna. Tankesmedjan drivs av Insamlingsstiftelsen för Svensk Konservatism. Oikos har som målsättning att sätta ideologi, värderingar och visioner högre på den politiska dagordningen.

## Politik

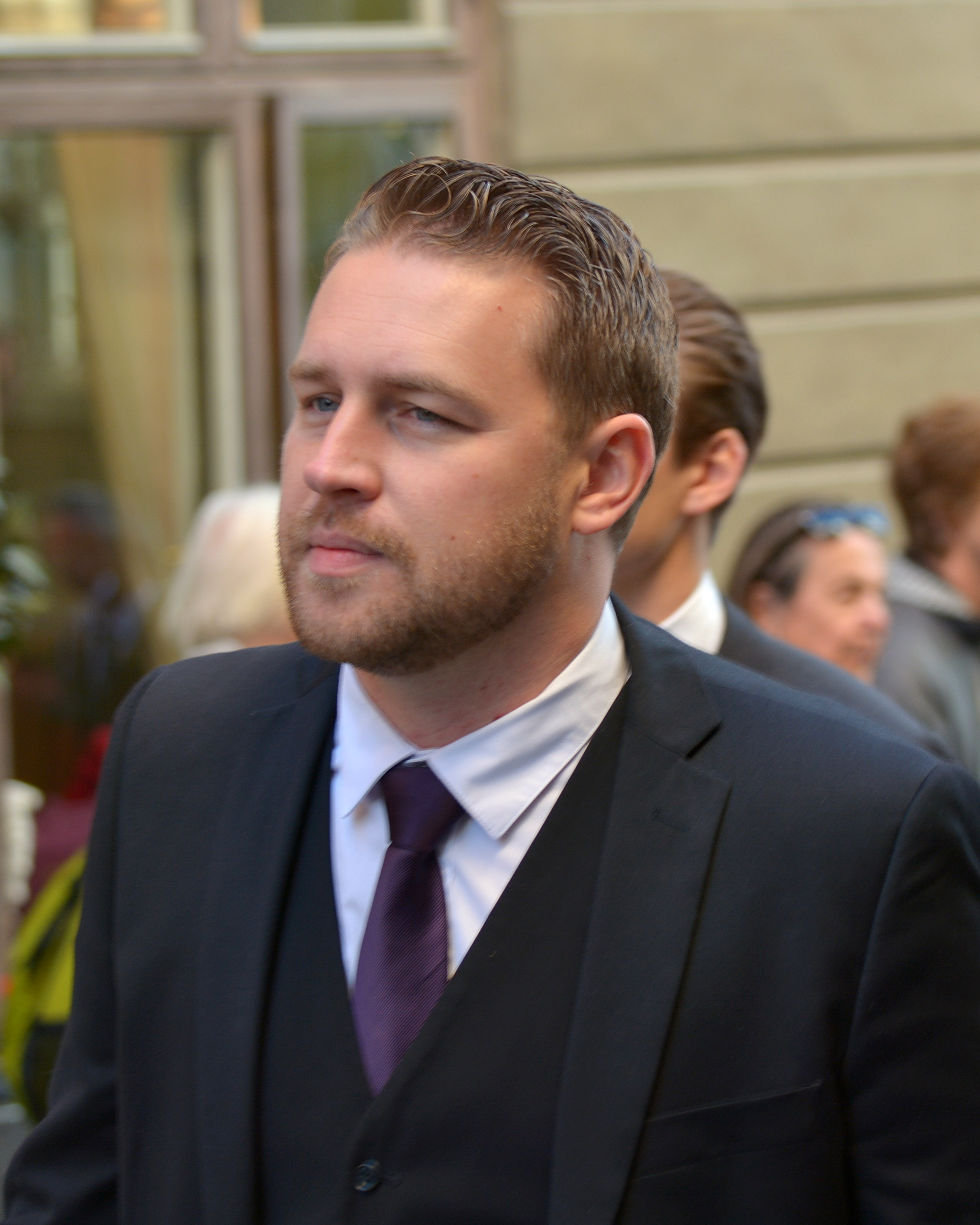
Mattias Karlsson (SD) bildade tankesmedjan Oikos år 2020.

Tankesmedjan ska enligt Karlsson vara partipolitiskt oberoende. Detta har ifrågasatts av bland andra journalisten Hynek Pallas i Göteborgs-Posten och Daniel Poohl på Expo, bland annat därför att Mattias Karlsson sagt sig vara beredd att ta emot finansiering av Sverigedemokraterna och har bakgrund som partiets ideolog.
Eftersom tankesmedjan bara har gjort ett fåtal officiella uttalanden är det svårt att avgöra vilka åsikter som avses. Tankesmedjan betonar dock värnandet av vad de anser är ”de organiskt framvuxna gemenskaperna”, i form av familjen, civilsamhället och nationalstaten. Mot detta ställs individualism, klasskamp och internationalism, där det senare bland annat exemplifieras med organisationer som EU och FN.

### Rapporter
2021 gav Oikos ut rapporterna Svikna löften, om delade turer i välfärden, och En konservativ kriminalpolitik? av Tony Gustafsson.
2024 kom rapporten Den svenska vänsterns antisemitism och stöd till våldsbejakande grupper i Palestina, som sammanställts tillsammans med Rebecca Weidmo Uvell. Rapporten fick hård kritik av historikerna Lars Mikael Andersson, Henrik Bachner, Karin Kvist Geverts, Heléne Lööw och Pontus Rudberg, som i ett inlägg publicerat av SKMA beskrev produkten som "osaklig, vilseledande och propagandistisk".

## Förtroenderåd
I tankesmedjans förtroenderåd sitter:
- Naweed Khan, vd på brittiska tankesmedjan New Direction samt tidigare specialrådgivare åt Regeringen Cameron I.
- Asle Toje, norsk statsvetare och författare.
- Mattias Karlsson, riksdagsledamot för Sverigedemokraterna och tidigare gruppledare för partiet i riksdagen.
- Arvid Hallén, debattör och tidigare ordförande i den konservativa studentföreningen Heimdal.[10][1]

Malcom Kyeyune var en grundande medlem av tankesmedjan. Hans namn och bild plockades bort från Oikos sajt i mars 2024, efter att han avslöjats med att sprida antisemitiskt material från ett anonymt konto på Twitter. Mattias Karlsson menade dock att Kyeyune lämnat tankesmedjan redan 2022, efter meningsskiljaktigheter kring Rysslands invasion av Ukraina, men att man glömt att uppdatera hemsidan.
Tidigare har även folklivsforskaren Dan Korn suttit i förtroenderådet.

## Namn
Termen oikos, som härrör från forngrekiskan och betecknar familjen och hushållet, har sedan tidigare använts i en konservativ kontext. Den konservative filosofen Roger Scruton använde termen ”oikofobi” för att beskriva ”förkastandet av arv och hem” – ett ogillande som vissa personer, vanligen inom politisk vänster, påstås hysa för sin nationalitet, sitt land eller sin kultur. Scruton myntade också det antitetiska begreppet ”oikofili”, som han definierade som ”kärlek till det sammanhang där vi hör hemma”.